# Botanophila pseudospinidens
Botanophila pseudospinidens är en tvåvingeart som först beskrevs av Huckett 1966.  Botanophila pseudospinidens ingår i släktet Botanophila och familjen blomsterflugor.
Artens utbredningsområde är Kalifornien. Inga underarter finns listade i Catalogue of Life.